# Lovero
Lovero (lombardul: Lùar) település Olaszországban, Sondrio megyében. Lakosainak száma 613 fő (2023. január 1.). Lovero Sernio, Tovo di Sant’Agata, Edolo és Vervio községekkel határos.

## Népesség
A település népességének változása:
| Lakosok száma | 660  | 657  | 613  |
|               | 2017 | 2018 | 2023 |